# Alfred Paloheimo
Karl Alfred Paloheimo (hette fram till 1906 Brander), född 25 juli 1862 i Kangasala, död 15 juni 1949 i Helsingfors, var en finländsk finans- och industriman. Han var bror till Hjalmar Paloheimo.
Han var son till kyrkoherden Henrik Erland Brander och Lovisa Wilhelmina Fredriksson. Paloheimo tog studentexamen 1880, blev fil.kand. 1883 och fil.dr. 1891. Paloheimo var verkställande direktör för försäkringsbolaget Pohjola 1892-1932. Han deltog i grundandet av flera industrier och var under ett halvt sekel en av det finländska näringslivets centrala personligheter. Paloheimo drabbades dock av den ekonomiska depressionen i början av 1930-talet.
Paloheimo fick titeln bergsråd 1929 och blev ekonomie hedersdoktor 1946.

## Utmärkelser
- Cross of Liberty 1st  Division, 2nd Class,  1920[2]
- Riddare av Dannebrogorden[3]
- Kommendörstecknet av Finlands Vita Ros’ orden[3]

[Redigera Wikidata]